# Anna Karenina (film, 1911)
Az Anna Karenina (eredeti cím: Анна Каренина, magyaros átírással Anna Karenina) 1911-ben bemutatott fekete-fehér orosz némafilm, amely Lev Tolsztoj azonos című regényének motívumai alapján készült.
Oroszországban ez volt az első film, melyet Tolsztoj regényhősének történetéből forgattak. Rendezője francia volt, de a szerepeket orosz színészek alakították. A Pathé-cég oroszországi stúdiójában forgatták, ahol futószalagon, szinte hetente készültek az új, irodalmi vagy történeti tárgyú filmek.

## Főbb szereplők
- M. Szorohtyina : Anna Karenina
- Mamonova
- M. Trojanov
- N. Vasziljev
- A. Veszkov